# 清水丈夫
清水 丈夫（しみず たけお、1937年〈昭和12年〉 - ）は、日本の新左翼活動家。革命的共産主義者同盟全国委員会（略称:革共同全国委、通称:中核派）議長。
筆名は岡田新、津久井良策など。敵対勢力である革マル派の機関紙『解放』では、「シミタケ」とあだ名がつけられている。

## 人物
1937年（昭和12年）、神奈川県生まれ。農家の出身。湘南高校ではラグビー部に所属した。東京大学経済学部東大時代に日本共産党に入党するが武装闘争放棄に反発し1958年（昭和33年）に離党、島成郎、香山健一、北小路敏らと共産主義者同盟（第一次ブント）を結成する。全学連の書記長として60年安保闘争で活躍。その後、自己批判して1961年（昭和36年）に革共同全国委に結集。現在に至るまで運動を継続する。
1969年（昭和44年）4月から潜伏活動に入る。1975年（昭和50年）3月14日に革共同全国委の書記長の本多延嘉が革マル派により暗殺された後は、革共同全国委の最高指導者となり、1997年（平成9年）には革共同議長に就任した。1969年に非公然活動を開始して以降、2020年（令和2年）9月までは外部との接触を一切絶ち、テレビや商業雑誌などのメディアに登場することは皆無であるうえ、写真なども殆ど伝わっていなかった。さらに、他者がコンタクトをとったり著作を入手するにも偽名が必要など、外部に対して相当神経質になっている面が窺えた。
2020年（令和2年）9月6日、51年ぶりに公然集会に姿を現し、中核派のブログにも記述がある。公安警察の中でも実際に見たことがある捜査員がいなかったことから50年以上前の写真と照合するなどして本人と確認した。
同年10月16日に警視庁公安部が拠点である前進社を家宅捜索した際にも建物内にてその姿が確認されている。
2021年（令和3年）1月27日、東京都内で記者会見した。1971年（昭和46年）に警察官が殺害された渋谷暴動事件に関する記者の質問に対して、中核派の組織的関与を認めつつも「殺害は許容していない」と強調。他方で、「どうしても必要なね、闘争であったと思います」「大きな意味を持っていたと思います。否定なんかしません」と言明した。また、一連のゲリラ・テロ事件への関与については、「（指導部にあたる）政治局として指示したかと言えばしたんでしょう。僕が『やれ』と言ったかは答えない」と明言を避けた。
2022年（令和4年）には田原総一朗の取材に応じ、インタビュー記事が公開されている。

## 著書
- 『清水丈夫選集』（前進社）
  - 第1巻「反帝・反スターリン主義とは何か」（1998年）
  - 第2巻「70年安保・沖縄闘争論」（1999年）
  - 第3巻「71年11月決戦から70年代中期へ」（1999年）
  - 第4巻「二重対峙・対カクマル戦論」（2000年）
  - 第5巻「米帝の歴史的没落と闘いの任務」（2002年）
  - 第6巻「74～75年世界恐慌後の内外情勢」（2016年）[15]
  - 第7巻（未刊行）
  - 第8巻（未刊行）
  - 第9巻「90年天皇決戦の路線」（1998年）
  - 第10巻「ソ連崩壊以後の新たな挑戦」（1997年）